# کیتسونه‌بی

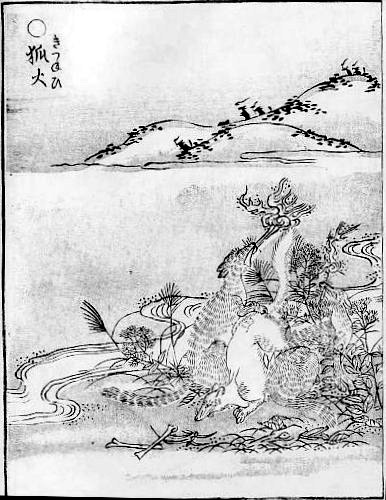
"کیتسونه‌بی" از کتاب گازو هیاکی یاکو اثر توری‌یاما سکیئن

کیتسونه‌بی(狐火) موجودات افسانه‌ای در ژاپن هستند که در طول شب به شکل فانوس‌های چشمک‌زن به نظر می‌رسند، آن‌ها همچنین هیتوبوسو، هیتوموشی (火点し) و رینکا (燐火) نیز نامیده می‌شوند و همان‌طور که از نام آن پیداست، رابطه نزدیکی با کیتسونه (روباه) دارد. نظریه‌های فراوانی در مورد آن‌ها وجود دارد که گفته می‌شود آن‌ها موجوداتی درخشان هستند و عنوان می‌شود که این درخشندگی به علت این است که آن‌ها یک توپ درخشان را با خود حمل می‌کنند به نام کیتسونه داما (توپ کیتسونه بی).